# Sanja (woreda)
Cet article court présente un sujet plus développé dans : Mirab Armachiho, Tach Armachiho et Tegeda .
Sanja était l'un des 105 woredas de la région Amhara, en Éthiopie.
Situé à l'extrême nord de la région Amhara, limitrophe du Soudan et de la région Tigré, le woreda appartenait au bassin versant de l'Atbara par l'Angereb[réf. souhaitée] et faisait partie de la zone Semien Gondar.
Il s'est scindé en trois woredas appelés Mirab Armachiho, Tach Armachiho et Tegeda qui avaient respectivement 31 730, 89 115 et 73 898 habitants au recensement de 2007.
L'ancien woreda devait sans doute son nom à la localité « Sanja » située à 65 km au nord-ouest de Gondar par la route.